# Prothese (tandheelkunde)

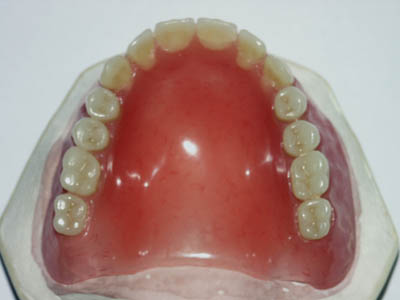
Totale prothese

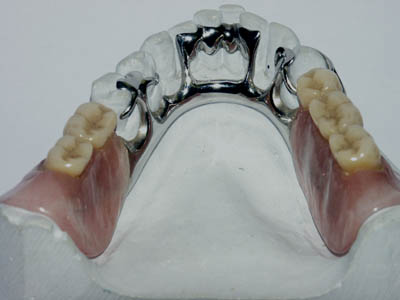
Frameprothese

Klikgebit

Een volledige prothese of kunstgebit vervangt de natuurlijke tanden en kiezen wanneer deze verloren zijn gegaan door cariës of parodontitis. De tandheelkunde maakt onderscheid tussen volledige prothesen en partiële prothesen zoals plaatprothesen en frameprothesen. Geschat wordt dat in Nederland ongeveer drie miljoen mensen een kunstgebit hebben.
Een kunstgebit of afgekort VP (volledige prothese), ligt in principe los op het mondweefsel. Door het speeksel kleeft de kunststof aan de weefsels, de mondspieren kunnen behulpzaam zijn bij de retentie of houvast. Het harde, starre plaatje moet in een mond functioneren, waarvan in zekere zin alles beweeglijk is. Vaak levert dat problemen op; een kwart van de patiënten is niet tevreden over deze oplossing. Het is vaak het ondergebit dat klachten geeft. Het draagvlak van de tandenloze of edentate onderkaak is veel kleiner.
Door de opkomst van de implantologie is het makkelijker geworden retentie te creëren. De VP wordt dan op drukknoppen (meestal twee) of een staafje geklikt (het zogenaamde klikgebit). Deze voorziening is vrij kostbaar, maar wordt onder voorwaarden vergoed door de meeste verzekeraars. In een aantal gevallen is het ook mogelijk de eigen hoektanden of valse kiezen te gebruiken, als deze nog niet verloren zijn gegaan.
Een prothese wordt niet uit de kast getrokken of kant-en-klaar aangeleverd. De tandarts of tandprotheticus moet met zijn patiënt eerst een aantal stappen doorlopen, waardoor de tandtechnicus de prothese kan modelleren in was en uiteindelijk kan afpersen in kunststof.

## Het maken van een prothese

### De eerste afspraak, de eerste afdruk
Voor het maken van een uitneembare tandprothese maakt de tandarts of tandprotheticus eerst een eerste afdruk (anatomische afdruk) met standaardlepels/confectielepels en stug alginaat. Normaal gesproken worden alleen de tanden en kiezen afgedrukt, maar nu ook de overgang van kaak naar wang. Van deze afdruk wordt in het tandtechnisch laboratorium een gipsmodel gemaakt en daarop wordt een individuele lepel vervaardigd. Met deze individuele lepel, die op maat is gemaakt voor de mond van de patiënt, wordt een tweede afdruk genomen.

### De individuele afdruk
De individuele lepel wordt eerst voorzien van een zogenaamde randopbouw. Dit is een laagje harde wax die de overgangen beter markeert en de spieraanhechtingen aangeeft. Onder lichte druk en overmaat wordt dan een precies afdrukmateriaal gebruikt voor de definitieve afdruk. Dit is vaak een elastomeer of silicoon. De spieren worden tijdens het uitharden gemanipuleerd, muscle trimming, om de meest gebruikte bewegingen te imiteren.
Hiervan wordt het tweede model vervaardigd. Dit is ook het model waarop nu gewerkt zal worden, en waarop de uiteindelijke prothese gemaakt zal worden.
Nu wordt door de tandtechnicus/tandprotheticus een beetplaat gemaakt. Hiermee bepaalt de tandarts of tandprotheticus de stand van de onderkaak ten opzichte van de bovenkaak. Dit wordt de beetbepaling genoemd.

### Beetbepaling
Met de beetplaten wordt eerst de stand van de bovenkaak bepaald. Op de beetplaten zijn waswallen aangebracht. De tandarts of tandprotheticus controleert of de waswal van de bovenprothese hoog genoeg is (op deze hoogte worden de nieuwe tanden opgesteld) en of de hoek ten opzichte van de lijn tussen de pupillen van het oog en de lijn tussen de gehooruitgang en de uittredeplaats van een zenuw onder het oog correct zijn. De middellijn wordt op het was aangegeven.
De waswal van de onderkaak wordt hierop aangepast. De hoogte moet correct zijn, want anders is de 'beet', de totale afstand tussen onderkaak en bovenkaak bij dichtbijten, te hoog of te laag.
Als de wallen kloppen, dan dient als laatste de opstelling ten opzichte van elkaar te worden vastgelegd. Na deze afspraak worden de gipsmodellen aan de hand van de beetplaten in een kunstkaak of articulator geplaatst. De tandtechnicus/tandprotheticus kan dan de prothese in was opstellen.

### Passen in was
Bij deze gelegenheid ziet de patiënt voor het eerst zijn nieuwe tanden. Als alles in orde is, wordt de prothese afgemaakt en daarna bij de patiënt geplaatst. De tandtechnicus maakt een gipsen mal om de prothese van was en de was wordt er uit gebrand. De ruimte die zo ontstaat wordt opgevuld met kunststof.
Na het uitharden wordt de prothese glad afgewerkt, zodat deze kan worden geplaatst in de mond van de patiënt.

## Wennen
De patiënt heeft tijd en doorzettingsvermogen nodig om met de protese te leren eten, spreken en handelen. De duur van deze gewenningsperiode verschilt van patiënt tot patiënt maar kan tot drie maanden duren.

## Onderhoud
Een prothese moet goed onderhouden worden en regelmatig worden gepoetst. Veel tandartsen/tandprothetici raden aan de uitneembare tandprothese 's nachts uit te laten, zodat het weefsel zich kan herstellen. Tevens kan dan de prothese in een bakje water met een scheut azijn worden gereinigd door deze daar gedurende de nacht in te laten staan. Er zijn ook speciale tabletten voor in de handel. Borstelen gebeurt met een specifieke gel en protheseborstel.
Bepaalde voedingsmiddelen, medicatie enzovoorts kan voor (gekleurde) vlekken op een kunstgebit zorgen. Voorbeelden hiervan zijn: wijn, thee, koffie, ijzertabletten en tabak/roken.